# Michael Kohlmann
Michael Kohlmann (ur. 11 stycznia 1974 w Hagen) – niemiecki tenisista, reprezentant w Pucharze Davisa.

## Kariera tenisowa
Jako zawodowy tenisista występował w latach 1995–2013.
W singlu wygrał w roku 1997 zawody rangi ATP Challenger Tour w Bad Lippspringe. W finale pokonał rodaka Rainera Schüttlera. Rok później wygrał rozgrywki w Kioto (w finale pokonał Steve’a Campbella). W sezonie 2001 wygrał kolejne trzy tytuły ATP Challenger Tour, najpierw w Hull, potem w Wrexham oraz w Kostaryce. Pod koniec listopada 1998 roku awansował do czołowej setki rankingu singlistów – był 98.
W grze podwójnej Kohlmann wygrał pięć turniejów kategorii ATP World Tour. Pierwszy triumf odniósł w roku 2002 w Kopenhadze, partnerując Julianowi Knowle. W kolejnych latach wygrał grając z różnymi zawodnikami w Ćennaju (sezon 2003), Auckland (2005), Houston (2006) oraz Zagrzebiu (2007). Ponadto grał w czternastu finałach ATP World Tour. W wielkim szlemie jego najlepszym rezultatem jest półfinał deblowego Australian Open w sezonie 2010. Wspólnie z Jarkko Nieminenem wyeliminowali m.in. parę rozstawioną z nr 4. Mahesh Bhupathi–Maks Mirny. Przegrali z Bobem i Mikiem Bryanami.
W zestawieniu deblistów najwyżej sklasyfikowany był w marcu 2007 roku na 27. pozycji.
W roku 2000 zadebiutował w reprezentacji Niemiec w Pucharze Davisa. Jego najlepszym osiągnięciem w tych rozgrywkach jest ćwierćfinał z roku 2007. W barwach narodowych rozegrał łącznie osiem meczów (cztery wygrał i cztery przegrał).

### Finały w turniejach ATP World Tour
| Legenda                                      |
| -------------------------------------------- |
| Wielki Szlem                                 |
| Igrzyska olimpijskie                         |
| Tennis Masters Cup / ATP Finals              |
| ATP Masters Series / ATP Tour Masters 1000   |
| ATP International Series Gold / ATP Tour 500 |
| ATP International Series / ATP Tour 250      |

#### Gra podwójna (5–14)
| Końcowy wynik | Nr  | Data                 | Turniej     | Nawierzchnia  | Partner          | Przeciwnicy                        | Wynik finału         |
| ------------- | --- | -------------------- | ----------- | ------------- | ---------------- | ---------------------------------- | -------------------- |
| Finalista     | 1.  | 19 września 1999     | Bournemouth | Ceglana       | Nicklas Kulti    | David Adams Jeff Tarango           | 3:6, 7:6(5), 6:7(5)  |
| Finalista     | 2.  | 16 lipca 2000        | Gstaad      | Ceglana       | Jérôme Golmard   | Jiří Novák David Rikl              | 6:3, 3:6, 4:6        |
| Zwycięzca     | 1.  | 17 lutego 2002       | Kopenhaga   | Twarda (hala) | Julian Knowle    | Jiří Novák Radek Štěpánek          | 7:6(8), 7:5          |
| Finalista     | 3.  | 5 maja 2002          | Majorka     | Ceglana       | Julian Knowle    | Mahesh Bhupathi Leander Paes       | 2:6, 4:6             |
| Zwycięzca     | 2.  | 5 stycznia 2003      | Ćennaj      | Twarda        | Julian Knowle    | František Čermák Leoš Friedl       | 7:6(1), 7:6(3)       |
| Finalista     | 4.  | 2 marca 2003         | Kopenhaga   | Twarda (hala) | Julian Knowle    | Tomáš Cibulec Pavel Vízner         | 5:7, 7:5, 2:6        |
| Finalista     | 5.  | 26 października 2003 | Petersburg  | Twarda (hala) | Rainer Schüttler | Julian Knowle Nenad Zimonjić       | 6:7(1), 3:6          |
| Finalista     | 6.  | 23 maja 2004         | Casablanca  | Ceglana       | Yves Allegro     | Enzo Artoni Fernando Vicente       | 6:3, 0:6, 4:6        |
| Finalista     | 7.  | 29 sierpnia 2004     | Long Island | Twarda        | Yves Allegro     | Antony Dupuis Michaël Llodra       | 2:6, 4:6             |
| Zwycięzca     | 3.  | 15 stycznia 2005     | Auckland    | Twarda        | Yves Allegro     | Simon Aspelin Todd Perry           | 6:4, 7:6(4)          |
| Finalista     | 8.  | 13 lutego 2005       | San Jose    | Twarda (hala) | Yves Allegro     | Wayne Arthurs Paul Hanley          | 6:7(4), 4:6          |
| Finalista     | 9.  | 10 lipca 2005        | Gstaad      | Ceglana       | Rainer Schüttler | František Čermák Leoš Friedl       | 6:7(6), 6:7(11)      |
| Zwycięzca     | 4.  | 16 kwietnia 2006     | Houston     | Ceglana       | Alexander Waske  | Julian Knowle Jürgen Melzer        | 5:7, 6:4, 10–5       |
| Finalista     | 10. | 1 maja 2006          | Casablanca  | Ceglana       | Alexander Waske  | Julian Knowle Jürgen Melzer        | 3:6, 4:6             |
| Finalista     | 11. | 18 czerwca 2006      | Halle       | Trawiasta     | Rainer Schüttler | Fabrice Santoro Nenad Zimonjić     | 0:6, 4:6             |
| Zwycięzca     | 5.  | 5 lutego 2007        | Zagrzeb     | Twarda (hala) | Alexander Waske  | Jaroslav Levinský František Čermák | 7:6(5), 4:6, 10–5    |
| Finalista     | 12. | 12 lipca 2009        | Newport     | Trawiasta     | Rogier Wassen    | Jordan Kerr Rajeev Ram             | 7:6(6), 6:7(7), 6–10 |
| Finalista     | 13. | 9 maja 2010          | Monachium   | Ceglana       | Eric Butorac     | Oliver Marach Santiago Ventura     | 7:5, 3:6, 14–16      |
| Finalista     | 14. | 2 października 2011  | Bangkok     | Twarda (hala) | Alexander Waske  | Oliver Marach Aisam-ul-Haq Qureshi | 6:7(4), 6:7(5)       |